# (39450) 3552 T-3
3552 T-3 (asteroide 39450) é um asteroide da cintura principal. Possui uma excentricidade de 0.17539610 e uma inclinação de 2.19592º.
Este asteroide foi descoberto no dia 16 de outubro de 1977 por Cornelis Johannes van Houten e Ingrid van Houten-Groeneveld e Tom Gehrels em Palomar.